# جون شتاين (عالم وظائف أعضاء)
جون فريدريك شتاين (بالإنجليزية: John Stein)‏ دكتور وحامل زمالة أكاديمية العلوم الطبية، وعضوية الكلية الملكية لعلماء الأمراض، وزميل في كلية المجدلية، أكسفورد، إحدى الكليات التابعة لجامعة أكسفورد، حيث حصل على الأستاذية في علم وظائف الأعضاء. لديه اهتمامات بحثية في الأساس العصبي لعسر القراءة.

## حياته
بعد حصوله على الدكتوراه، قاد شتاين أبحاثه في علم الأحياء وعلم الأعصاب، وتولى مهنة التدريس. ويعد شتاين من الرائدين في مجال تعزيز الفائدة الطبية من التجارب على الحيوانات، وشارك في مظاهرات ونقاشات كمؤيد للتجارب الحيوانية، ودافع عن ذلك في مقابلات تلفزيونية البارزة.
وهو رئيس صندوق أبحاث عُسر القراءة  وهو من مؤيدي نظرية عسر القراءة. وقد أشرف على العديد من طلاب الطب وعلم وظائف الأعضاء في الجامعة أثناء إجراء العمل في المختبر لاختبار هذه النظرية. وهو أمين معهد الغذاء والدماغ والسلوك  ورئيس المجلس الاستشاري العلمي للمعهد. 
برز شتاين أمام الجماهير حين اقترح جوردون براون أن هناك طالبة تعرضت للتمييز بسبب تعليمها في المدارس الحكومية. كان هذا على الرغم من أن لديها مؤهلات مماثلة لمقدمي الطلبات المقبولين، الذين جاءوا من مجموعة واسعة من الخلفيات. وسارع وزراء الحكومة بالتعليق على أن أكسفورد ظلت محصنة لصالح المدارس العامة، لكنهم فعلوا ذلك قبل أن يتضح أنه لم يحدث أي تمييز على هذا الأساس. في الواقع، على العكس من ذلك، عمل شتاين وآخرون لكسر الحواجز وتشجيع الوصول إلى من ينتمون إلى خلفية مدرسة حكومية. [بحاجة لمصدر]

شتاين هو شقيق الطاهي ريك شتاين وقاضي المحكمة الجزائية القاضي جول .
تم انتخاب شتاين زميلًا لأكاديمية العلوم الطبية عام 2014

## التحفيز العميق للدماغ
إلى جانب تيبو عزيز وكيفن وارويك، يعمل شتاين حاليًا على نظام ذكي للتحفيز العميق للدماغ لمرض باركنسون .

## أبحاثه في مجال عسر القراءة
جنبا إلى جنب مع طالب الدكتوراه السابق، جو تايلور، دعا شتاين إلى نظرية جديدة للنقص النوريدريني المركزي في عُسر القراءة. اقترح تايلور وشتاين أن زيادة المخرجات النيتروجينية من الموضع الأزرق عبر مسارات الكشف عن الأشعة تحت قشرة الدماغ قد يثبت فعالية العلاج. 

## روابط خارجية
- الصفحة الرئيسية للأستاذ جون شتاين
- أبحاث عُسر القراءة
- معهد الغذاء والدماغ والسلوك